# Ярославский электромашиностроительный завод
Открытое акционерное общество «Ярославский электромашиностроительный завод» (ОАО «ELDIN»), ЯЭМЗ — один из основных производителей электродвигателей в России. Расположен в городе Ярославле.
Продукция: электродвигатели, комплектные электроприводы, генераторы, вибраторы, бытовая техника (электровентиляторы, электронасосы), промышленные насосы, магнитные пускатели и др..

## История
Завод был построен для производства электрических машин в соответствии с государственным планом электрификации страны шведским электрическим акционерным обществом «ACEA» на основе концессионного договора. Выпуск продукции начался в 1928 году (электродвигатели трёхфазного тока мощностью до 55 кВт и пусковая аппаратура к ним). В мае 1932 года завод перешёл в государственную собственность и был передан во Всесоюзное электротехническое объединение. С этого года начался выпуск моторов мощностью 500 кВт. Вскоре начался выпуск электродвигателей мощностью до 700 кВт.
В годы войны на заводе велось производство танковых стартёров, артиллерийских снарядов, сопл для миномётов и других военных изделий, велся ремонт танков. В середине 1943 года началось возобновление выпуска электромоторов переменного тока, выпускавшихся до войны. 1 апреля 1944 года завод освобождён от производства боеприпасов. В честь 40-летия Победы завод был награждён орденом Отечественной войны I степени.
В марте 1951 года большая группа работников, участвовавших в разработке и внедрении единой серии электродвигателей, была удостоена Сталинской премии. С 1932 по 1957 год завод произвёл 1,2 млн электрических машин, столько же электроутюгов и 0,5 млн настольных вентиляторов. На то время это было единственное в СССР предприятие по выпуску низковольтных многоамперных генераторов и зарядных агрегатов. Завод был специализирован на выпуске трёхфазных асинхронных электродвигателей всех модификаций с высотой оси вращения 160 мм, покрывал потребность в них всех предприятий СССР, поставлял продукцию более чем в 30 стран.
В постсоветское время заводу удалось освоить производство электродвигателей 13 габаритов, ранее выпускавшихся на других заводах страны. Выпускаемые в настоящее время асинхронные электродвигатели новой серии отмечены Премией Правительства РФ в области науки и техники. Ныне экспорт составляет около 16 % общего объёма продукции (Германия, Польша, Украина, Белоруссия, Казахстан, Узбекистан, Туркменистан).
В 2021 году СМИ сообщили о смерти генерального директора ОАО «Ярославский электромашиностроительный завод» Турсуна Ахунова.
По данным на 2022 год, на долю завода приходится около трети российского объема производства асинхронных двигателей. В 2021 году заводом было отгружено продукции на сумму 2 млрд 237 млн рублей, что на 14,8% больше, чем в 2020 году. Среднесписочная численность сотрудников завода составила 903 человека.